# FC Ravenna
Der FC Ravenna ist ein italienischer Fußballclub aus der romagnolischen Stadt Ravenna. Die Vereinsfarben sind Gelb und Rot. Als Stadion dient dem Verein das Stadio Bruno Benelli, es bietet Platz für 12.020 Zuschauer. Der Verein stieg zur Saison 2007/08 in die Serie B auf. Nach einer Spielzeit, in der Ravenna den drittletzten Rang in der Serie B belegte, stieg der Verein wieder aus der zweithöchsten Spielklasse ab. In der darauffolgenden Saison erreichte die Mannschaft den dritten Platz des Girone A in der Lega Pro Prima Divisione und qualifizierte sich damit für die Play-offs um den Wiederaufstieg in die Serie B. In zwei Partien unterlag Ravenna gegen Calcio Padova und verfehlte die Promotion für die nächsthöhere Spielklasse.

## Ehemalige Spieler
- José Ortiz Bernal
- Davis Curiale
- Mark Iuliano
- Gianluca Lapadula
- Gionata Mingozzi
- Davide Nicola
- Francesco Toldo
- Max Tonetto
- Francesco Volpe
- Christian Vieri
- Albert Meyong Zé

## Ehemalige Trainer
- Teobaldo Depetrini (1960)
- Corrado Viciani (1964–1965)
- Omero Tognon (1970–1971)
- Gino Pivatelli (1972–1973)
- Gino Pivatelli (1974–1975)
- Marino Perani (1989–1990)
- Luigi Delneri (1991–1992)
- Walter Novellino (1996–1997)
- Mauro Sandreani (1997–1998)